# Yannick Ferreira Carrasco
Yannick Ferreira Carrasco (Ixelles, 1993. szeptember 4. –) belga válogatott labdarúgó, a spanyol Atlético Madrid középpályása.

## Pályafutása

### Klubcsapatokban

#### AS Monaco
Carrasco 2010-ben csatlakozott az AS Monaco csapatához nevelőegyesületétől, a belga KRC Genktől. 2012. július 30-án debütált a Ligue 2-ben egy szabadrúgással a Tours elleni, 4–0-s győzelem során. 2013. április 13-án az Auxerre elleni 2–0 arányban megnyert mérkőzésen mind a két találatot ő szerezte meg. A szezonban 27 francia másodosztályú mérkőzésen lépett pályára, melyeken 6 gólt szerzett. Az évad végén bajnokként a hercegségi kis csapat visszajutott az első osztályba.
Első élvonalbeli gólját 2013. október 5-én jegyezte a Saint-Étienne elleni, 2–1-es győzelem során. Tizenöt nappal később 10 perc alatt kétszer is betalált a Sochaux gárdája ellen, amely találkozó 2–2-es döntetlent hozott. A klub végül visszatérő/újonc évében rögtön a tabella második helyén zárt a Paris Saint-Germain mögött.
2015. február 25-én ő szerezte a Monaco utolsó gólját az Arsenal elleni, 3–1-re megnyert meccsen a hosszabbításban, a Bajnokok Ligája nyolcaddöntőjének első felvonásán.

#### Atlético Madrid
2015. július 10-én a spanyol Atlético Madrid bejelentette 5 évre szóló leigazolását, 20 millió euró ellenében. Október 18-án megszerezte első gólját új csapatában a Real Sociedad elleni, idegenbeli, 2–0-ra megnyert összecsapáson.
2016. május 28-án, a 2016-os Bajnokok Ligája döntőjében a félidőben állt be Augusto Fernández cseréjeként és a 79. percben egyenlített a Real Madrid ellen, de végül az Atlético a büntetőpárbajban alul maradt. Érdekesség, hogy ő volt az első belga játékos, aki gólt tudott szerezni egy európai kupadöntőn.
2016. október 15-én megszerezte első mesterhármasát a Granada ellen, ahol a madridiak egy kiütéses, 7–1-es győzelmet arattak.

#### Talien Jifang
2018. február 26-án a kínai ligában újonc Talien Jifang FC-hez került csapattársával, Nicolás Gaitánnal együtt, amely egyesület az "Atléti" részleges tulajának, a Dalian Wanda Groupnak a tulajdonában áll. Március 3-án mutatkozott be a Shanghai SIPG ellen, ahol egy 8–0-s vereséget könyvelhettek el. Március 31-én megszerezte első gólját a Henan Jianye ellen, amely összecsapás egy döntetlen, 1–1-es eredményt hozott. Ezzel véget vetett klubja szezonnyitó 3 meccses nyeretlenségi sorozatának.

#### Visszatérés – Atlético Madrid
2020. január 31-én az idény végéig kölcsönbe visszakerült az Atlético Madridhoz. 2020. szeptember 8-án végleg visszaigazolt Spanyolországba egy 4 éves kontraktust aláírva.
Al-Shabab
2023. szeptember 4-én Carrasco három évre szóló szerződést írt alá az  Al-Shabab klubjával 15 millió eurós díjért.

### A válogatottban
Sokszoros belga utánpótlás válogatott.
2015 márciusában lépett először pályára a belga felnőtt nemzeti csapatban egy Ciprus elleni, 5–0-s győzelmet hozó 2016-os Európa-bajnoki selejtezőn, ahol a 69. percben Marouane Fellaini helyére állt be. Június 26-án a félidőben csereként váltotta Dries Mertenst a legjobb 16 között és megszerezte az első nemzeti találatát a Magyar válogatott ellen, amely meccsen végül 4–0-ra győzedelmeskedtek.
Roberto Martínez szövetségi kapitány nevezte Belgium 2018-as világbajnokságra utazó keretébe, ahol Anglia 2–0-s legyőzésével bronzérmet szereztek.

## Statisztika

### Klubcsapatokban
2020. október 21-én frissítve.
| Klub                         | Szezon            | Liga              | Liga  | Liga | Kupa  | Kupa | Ligakupa | Ligakupa | Európa | Európa | Összesen | Összesen |
| Klub                         | Szezon            | Bajnokság         | Mérk. | Gól  | Mérk. | Gól  | Mérk.    | Gól      | Mérk.  | Gól    | Mérk.    | Gól      |
| ---------------------------- | ----------------- | ----------------- | ----- | ---- | ----- | ---- | -------- | -------- | ------ | ------ | -------- | -------- |
| AS Monaco                    | 2012–13           | Ligue 2           | 27    | 6    | 2     | 0    | 2        | 2        | —      | —      | 31       | 8        |
| AS Monaco                    | 2013–14           | Ligue 1           | 18    | 3    | 4     | 1    | 0        | 0        | —      | —      | 22       | 4        |
| AS Monaco                    | 2014–15           | Ligue 1           | 36    | 6    | 4     | 0    | 2        | 1        | 10     | 1      | 52       | 8        |
| AS Monaco                    | Összesen          | Összesen          | 81    | 15   | 10    | 1    | 4        | 3        | 10     | 1      | 105      | 20       |
| Atlético Madrid              | 2015–16           | La Liga           | 29    | 4    | 5     | 0    | —        | —        | 9      | 1      | 43       | 5        |
| Atlético Madrid              | 2016–17           | La Liga           | 35    | 10   | 6     | 2    | —        | —        | 12     | 2      | 53       | 14       |
| Atlético Madrid              | 2017–18           | La Liga           | 17    | 3    | 5     | 1    | —        | —        | 6      | 0      | 28       | 4        |
| Atlético Madrid              | Összesen          | Összesen          | 81    | 17   | 16    | 3    | —        | —        | 27     | 3      | 124      | 23       |
| Talien Jifang                | 2018              | Kínai Szuperliga  | 25    | 7    | 1     | 0    | —        | —        | —      | —      | 26       | 7        |
| Talien Jifang                | 2019              | Kínai Szuperliga  | 25    | 17   | 1     | 0    | —        | —        | —      | —      | 26       | 17       |
| Talien Jifang                | Összesen          | Összesen          | 50    | 24   | 2     | 0    | —        | —        | 0      | 0      | 52       | 24       |
| Atlético Madrid (kölcsönben) | 2019–20           | La Liga           | 15    | 1    | 0     | 0    | —        | —        | 1      | 0      | 16       | 1        |
| Atlético Madrid              | 2020–21           | La Liga           | 4     | 1    | 0     | 0    | —        | —        | 1      | 0      | 5        | 1        |
| Atlético Madrid              | Összesen          | Összesen          | 19    | 2    | 0     | 0    | —        | —        | 2      | 0      | 21       | 2        |
| Atlético Madrid              | Atlético összesen | Atlético összesen | 100   | 19   | 16    | 3    | —        | —        | 29     | 3      | 145      | 25       |
| Karrier összesen             | Karrier összesen  | Karrier összesen  | 231   | 58   | 28    | 4    | 4        | 3        | 39     | 4      | 302      | 69       |

### A válogatottban
2020. október 14-én frissítve.
| Belgium  | Belgium  | Belgium |
| Év       | Mérkőzés | Gól     |
| -------- | -------- | ------- |
| 2015     | 4        | 0       |
| 2016     | 11       | 4       |
| 2017     | 7        | 1       |
| 2018     | 12       | 0       |
| 2019     | 7        | 1       |
| 2020     | 3        | 0       |
| Összesen | 44       | 6       |

### Góljai a válogatottban
| #  | Dátum               | Helyszín                                         | Ellenfél            | Gólja | Végeredmény | Kiírás                                       |
| -- | ------------------- | ------------------------------------------------ | ------------------- | ----- | ----------- | -------------------------------------------- |
| 1. | 2016. június 26.    | Stadium de Toulouse, Toulouse, Franciaország     | Magyarország        | 4–0   | 4–0         | 2016-os labdarúgó-Európa-bajnokság           |
| 2. | 2016. szeptember 6. | GSP Stadion, Nicosia, Ciprus                     | Ciprus              | 3–0   | 3–0         | 2018-as labdarúgó-világbajnokság-selejtező   |
| 3. | 2016. november 9.   | Johan Cruijff Arena, Amszterdam, Hollandia       | Hollandia           | 1–1   | 1–1         | Barátságos mérkőzés                          |
| 4. | 2016. november 14.  | Baldvin király Stadion, Brüsszel, Belgium        | Észtország          | 4–1   | 8–1         | 2018-as labdarúgó-világbajnokság-selejtező   |
| 5. | 2017. október 7.    | Stadium Grbavica, Szarajevó, Bosznia-Hercegovina | Bosznia-Hercegovina | 4–3   | 4–3         | 2018-as labdarúgó-világbajnokság-selejtező   |
| 6. | 2019. november 19.  | Baldvin király Stadion, Brüsszel, Belgium        | Ciprus              | 4–1   | 6–1         | 2020-as labdarúgó-Európa-bajnokság selejtező |

## Sikerei, díjai

### Klubcsapatokban
AS Monaco
- Ligue 2: 2012–13[3]

Atlético Madrid
- UEFA-bajnokok ligája döntős: 2015–16[25]
- Európa-liga: 2017–18[26]

### A válogatottban
Belgium
- Világbajnokság bronzérmes: 2018[23]